# Лісниково (Кетовський район)
Лі́сниково (рос. Лесниково) — село у складі Кетовського району Курганської області, Росія. Адміністративний центр Лісниковської сільської ради.
Населення — 5056 осіб (2010, 5832 у 2002).